# Campeonato Gaúcho 1947
In 1947 werd het 27ste Campeonato Gaúcho gespeeld voor voetbalclubs uit de Braziliaanse staat Rio Grande do Sul. Er werden regionale competities gespeeld en de kampioenen ontmoetten elkaar in de finaleronde die gespeeld werd van 12 oktober tot 7 december. Internacional, dat meteen in de finale mocht starten, werd kampioen.

## Voorronde
| Team #1    | Tot.  | Team #2       | 1ste wed | 2de wed |
| ---------- | ----- | ------------- | -------- | ------- |
| Floriano   | 9 - 3 | Cachoeira     | 6 - 2    | 3 - 1   |
| Bancário   | 5 - 6 | Rio-Grandense | 1 - 2    | 4 - 4   |
| Fluminense | 4 - 3 | Riograndense  | 2 - 1    | 2 - 2   |

## Eerste ronde
| Team #1       | Tot.  | Team #2         | 1ste wed | 2de wed    |
| ------------- | ----- | --------------- | -------- | ---------- |
| Fluminense    | 2 - 3 | Floriano        | 2 - 2    | 0 - 1 n.v. |
| Rio-Grandense | 5 - 6 | Guarany de Bagé | 3 - 3    | 2 - 3      |

## Halve finale
| Team #1  | Tot.  | Team #2         | 1ste wed | 2de wed |
| -------- | ----- | --------------- | -------- | ------- |
| Floriano | 4 - 3 | Guarany de Bagé | 1 - 1    | 3 - 2   |

## Finale
|                              |          |       |               |                               |
| 30 november Eerste wedstrijd | Floriano | 2 – 3 | Internacional | Campo do Adams, Novo Hamburgo |
| 30 november Eerste wedstrijd |          |       |               | Campo do Adams, Novo Hamburgo |

|                             |                  |              |                         |                                               |
| 7 december Tweede wedstrijd | Internacional    | 2 – 2 (n.v.) | Floriano                | Estádio da Chácara das Camélias, Porto Alegre |
| 7 december Tweede wedstrijd | Carlitos 67' 95' |              | 43' Malinho 52' Louzada | Estádio da Chácara das Camélias, Porto Alegre |

|  | Internacional | Floriano |

## Kampioen
| Campeonato Gaúcho de 1947         |
| Porto Alegre                      |
| --------------------------------- |
| INTERNACIONAL Kampioen (9° titel) |